# Unió Esportiva Castelldefels
La Unió Esportiva Castelldefels és el club de futbol més destacat de la ciutat de Castelldefels.

## Història
L'any 1946 August Rossell Figueres creà la Unió Esportiva Castelldefels tot i que la fundació oficial no arribà fins dos anys més tard, el 1948. Ramon Yll en fou el primer president. L'equip disputà el seu primer partit el 15 d'agost de 1946 enfront del CD Comtal amb motiu de la festa major de la ciutat. La primera indumentària del club fou samarreta vermella i blanca i pantalons blancs, adoptant posteriorment l'actual groga i blava.

## Estadi
La UE Castelldefels juga els partits com a local al Municipal d'Els Canyars, ubicat al barri homònim. Es tracta d'un camp de gespa artificial amb capacitat per a 2.500 espectadors. Fou inaugurat el 8 de desembre de 2001, coincidint amb la Festa Major d'Hivern de Castelldefels. Anteriorment la UE Castelldefels jugava al Municipal de la Via Fèrria.

## Temporades[calcitació]
Fins a l'any 2011-12 el club ha militat 9 vegades a Tercera Divisió.
- 1999-00: Primera Div. Catalana 17è
- 2000-01: Primera Div. Catalana 17è
- 2001-02: Primera Div. Catalana 5è
- 2002-03: 3a Divisió 6è
- 2003-04: 3a Divisió 7è
- 2004-05: 3a Divisió 11è
- 2005-06: 3a Divisió 10è
- 2006-07: 3a Divisió 12è
- 2007-08: 3a Divisió 17è
- 2008-09: Primera Div. Catalana 2n
- 2009-10: 3a Divisió 11è
- 2010-11: 3a Divisió 13è
- 2011-12: 3a Divisió 13è
- 2012-13: 3a Divisió 13è
- 2013-14: 3a Divisió 16è
- 2014-15: 3a Divisió 18è
- 2015-16: Primera Div. Catalana 2n
- 2016-17: 3a Divisió 15è
- 2017-18: 3a Divisió 16è
- 2018-19: 3a Divisió 16è
- 2019-20: 3a Divisió